# Gulfstream G200
O Gulfstream G200 é uma sofisticada aeronave bimotor executiva de médio porte e alta performance, com motorização turbofan e alcance intercontinental, com aerodinâmica refinada e com capacidade para transportar com muito conforto 8 ou 10 passageiros, dependendo da configuração adotada, fabricada nos Estados Unidos a partir da década de 2000 pela Gulfstream Aerospace, que é atualmente um dos maiores fabricantes de jatos executivos do mundo, uma subsidiária da corporação americana General Dynamics.
A construção das asas enflechadas de perfil supercrítico e da espaçosa fuselagem do Gulfstream G200 é convencional em alumínio e ligas metálicas.
Jatos executivos com asas de perfil supercrítico não precisam de pistas de pouso muito compridas para pousar e decolar normalmente, em segurança. Dentro de padrões normais, com cabine lotada de passageiros, dias quentes e tanques cheios o Gulfstream G200 pousa e decola em pistas de pouso com menos de 2.000 metros de comprimento. Tudo isso sem abrir mão da alta velocidade de cruzeiro.

## Mercado
Conhecido anteriormente como IAI Galaxy, quando foi criado e desenvolvido a partir do final da década de 1980 pela IAI - Israel Aircraft Industries, em parceria com fornecedores de motores e outros componentes, e vendido nos Estados Unidos inicialmente pela sua subsidiária Astra Jet Corporation, o projeto do moderno IAI Galaxy foi posteriormente, na década de 2000, licenciado para a Gulfstream Aerospace e renomeado para Gulfstream G200.
A parceria entre a Gufstream Aerospace e Israel Aircraft Industries foi um sucesso, mais de 200 unidades do Gulfstream G200 foram vendidas para clientes em vários países do mundo.
O Gulfstream G200 foi fabricado até 2011, e atualmente o fabricante Gulfstream oferece aos seus clientes o Gulfstream G280, que é um derivado melhorado do Gulfstream G200, resultado de um desenvolvimento conjunto da Gulfstream e da Israel Aircraft Industries.
Até o final da década de 2000, o Gulfstream G200 competia diretamente com os sofisticados jatos executivos Cessna Citation X, Cessna Citation Sovereign, Embraer Legacy 600, Citation Longitude, Embraer Legacy 650, Bombardier Challenger 300, Beechcraft Hawker 4000, Bombardier Challenger 604 e Beechcraft Hawker 800.
A Gulfstream oferecia ao seu exigente cliente de altíssimo poder aquisitivo o Gulfstream G200 com um ótimo conjunto de aviônicos e itens de conforto, como um toalete para tripulantes e passageiros, acesso via satélite a Internet, telefone por satélite, fax, forno de microondas, forno elétrico, refrigerador para bebidas, cd player e DVD player, guarda-roupas compacto, etc.
Todas essas facilidades e conveniências podem ser utilizadas e acessadas por tempo indeterminado e com a aeronave ainda no solo, com os motores desligados, incluindo o sistema de ar-condicionado alimentado pela eletricidade gerada pela APU (Auxiliary Power Unit), uma unidade independente fornecedora de energia.

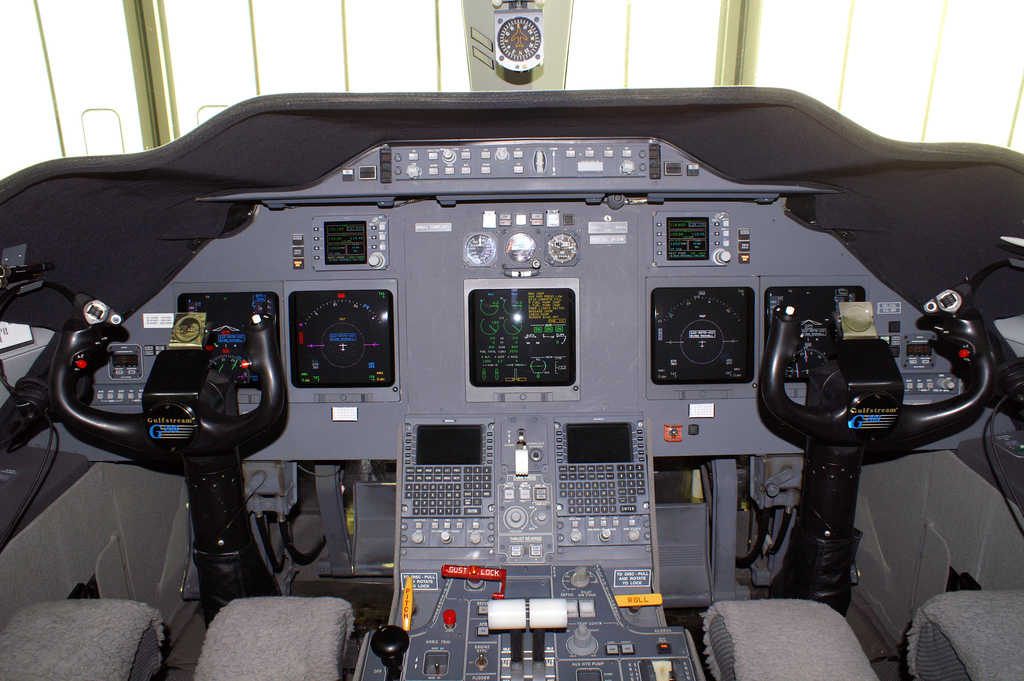
Cockpit avançado de um Gulfstream G200, com EFIS - Electronic Fligh Instrument System

## Design e desenvolvimento
O jato executivo IAI Galaxy foi projetado a partir do final da década de 1980 pelo fabricante israelense IAI – Israel Aircraft Industries, que utilizou como base o seu projeto de jato executivo de médio porte IAI Astra, aproveitando uma parte significativa dos seus sistemas elétrico, hidráulico, eletrônico e mecânico e outros componentes, incluindo o seu conceito de asa de perfil supercrítico.
Porém, o IAI Galaxy / Gulfstream G200 possui um projeto de fuselagem totalmente original, bem larga e bem comprida, portanto muito confortável.
As asas do IAI Galaxy foram baseadas no projeto de asas do IAI Astra, já apresentando winglets nas pontas das asas, flaps nos bordos de fuga e slats do tipo Krueger nos bordos de ataque.
A aeronave possui também uma cauda no estilo cruciforme, motores Pratt & Whitney PW306A, e um moderníssimo conjunto de aviônicos com EFIS - Electronic Flight Instrument System da marca Collins, versão Pro Line 4.
Um dos exemplos mais marcantes do nível de sofisticação do IAI Galaxy e, por consequência, do Gusfstream G200, é o seu projeto de asa de perfil supercrítico, com extradorso de curvatura mais suave que outros perfis de asas utilizados em aeronaves a pistão e turboélice de asas retas, possibilitando uma melhora do desempenho da aeronave em pistas de pouso em relação às antigas aeronaves a jato com asas enflechadas convencionais, sem perda de desempenho no voo de cruzeiro a alta velocidade.
Na década de 1990, a Israel Aircraft Industries optou por sistemas de degelo de borracha nos bordos de ataque das asas e do estabilizador horizontal. Curiosamente, a Gulfstream manteve essa opção no Gulfstream G200. A maior parte dos jatos atualmente utiliza sangria de ar quente dos motores para aquecer estas áreas.
O primeiro voo do Galaxy ocorreu em 25 de dezembro de 1997. Em dezembro de 1998 o Galaxy foi certificado pela FAA - Federal Aviation Organization e pela agência civil de aviação israelense. As entregas da aeronave se iniciaram no ano seguinte. Então o Galaxy foi renomeado para Gulfstream G200 após a Gulfstream ter comprado a Galaxy Aerospace em junho de 2001.

## Outros parceiros
A Israel Aircraft Industries  começou a projetar o IAI Galaxy em uma parceria de risco com a empresa russa Yakovlev OKB. Em setembro de 1993, o programa foi oficialmente lançado.
A Yakovlev projetou e fabricou a parte da frente da fuselagem e a empenagem do protótipo. Porém, ela estava falhando ao não cumprir o cronograma de produção e a parceria foi encerrada em 1995. A partir disso, a EADS Sogerma assumiu o compartilhamento da produção da aeronave, com a responsabilidade pela construção da fuselagem e da cauda do IAI Galaxy, enquanto a Israel Aircraft Industries concentrou seus esforços na montagem final e outros processos administrativos.

## Ficha técnica
- Capacidade: 8 ou 10 passageiros;
- Motorização (potência): 2 X Pratt & Whitney PW306A (6.040 libras / cada);
- Teto de serviço: Aprox. 13.700 metros;
- Peso máximo decolagem: Aprox. 16.080 kg;
- Pista de pouso: Aprox. 1.999 metros (lotado / dias quentes / tanques cheios);
- Comprimento: Aprox. 18,9 metros;
- Alcance: Aprox. 5.850 quilômetros (lotado / 75% potência / com reservas);

## Principais concorrentes
- Cessna Citation X
- Cessna Citation Sovereign
- Embraer Legacy 600
- Citation Longitude
- Embraer Legacy 650
- Bombardier Challenger 300
- Beechcraft Hawker 4000
- Bombardier Challenger 604
- Beechcraft Hawker 800.